# Liste der Mitglieder der Deutschen Akademie der Naturforscher Leopoldina/1735
Die Liste der Mitglieder der Deutschen Akademie der Naturforscher Leopoldina für 1735 enthält alle Personen, die im Jahr 1735 zum Mitglied ernannt wurden. Insgesamt gab es acht neu gewählte Mitglieder.

## Mitglieder
| Nr. | Name                       | Beiname             | Geboren       | Aufnahme | Gestorben     | Bild                            | Datenbank |
| --- | -------------------------- | ------------------- | ------------- | -------- | ------------- | ------------------------------- | --------- |
| 445 | Wilhelm Emanuel Forster    | Charicles II.       |               | 15. Feb. |               |                                 | 2775      |
| 446 | Albert Daniel Mercklein    | Euklides II.        | 27. Okt. 1694 | 4. Apr.  | 9. Sep. 1752  |                                 | 4310      |
| 447 | Johann Theophil Michaelis  | Archimedes II.      | 4. Juni 1704  | 15. Apr. | 9. Dez. 1740  |                                 | 4326      |
| 448 | Georg Leopold Hoyer        | Apollodorus II.     | 1703          | 10. Jun. | 1765          | Georg Leopold Hoyer             | 1928      |
| 449 | Gerhard Tabor              | Theophilus II.      | 11. Juni 1694 | 30. Nov. | 26. Apr. 1742 |                                 | 6873      |
| 450 | Johann Joachim Lange       | Apollonius Pergaeus | 1699          | 30. Nov. | 18. Aug. 1765 |                                 | 4184      |
| 451 | Peter Leetström            | Themison            | 5. März 1712  | 1. Dez.  | 1748          |                                 | 4893      |
| 452 | Friedrich Christian Lesser | Aristomachus        | Mai 1692      | 8. Dez.  | 17. Sep. 1754 | Friedrich Christian Lesser 1743 | 2472      |

## Hinweis zu den Lebensdaten
In der Liste sind zunächst die Lebensdaten gemäß Archiv der Leopoldina aufgenommen. Die Lebensdaten im Namensartikel können daher von den Lebensdaten in der Liste abweichen.